# Evangelium

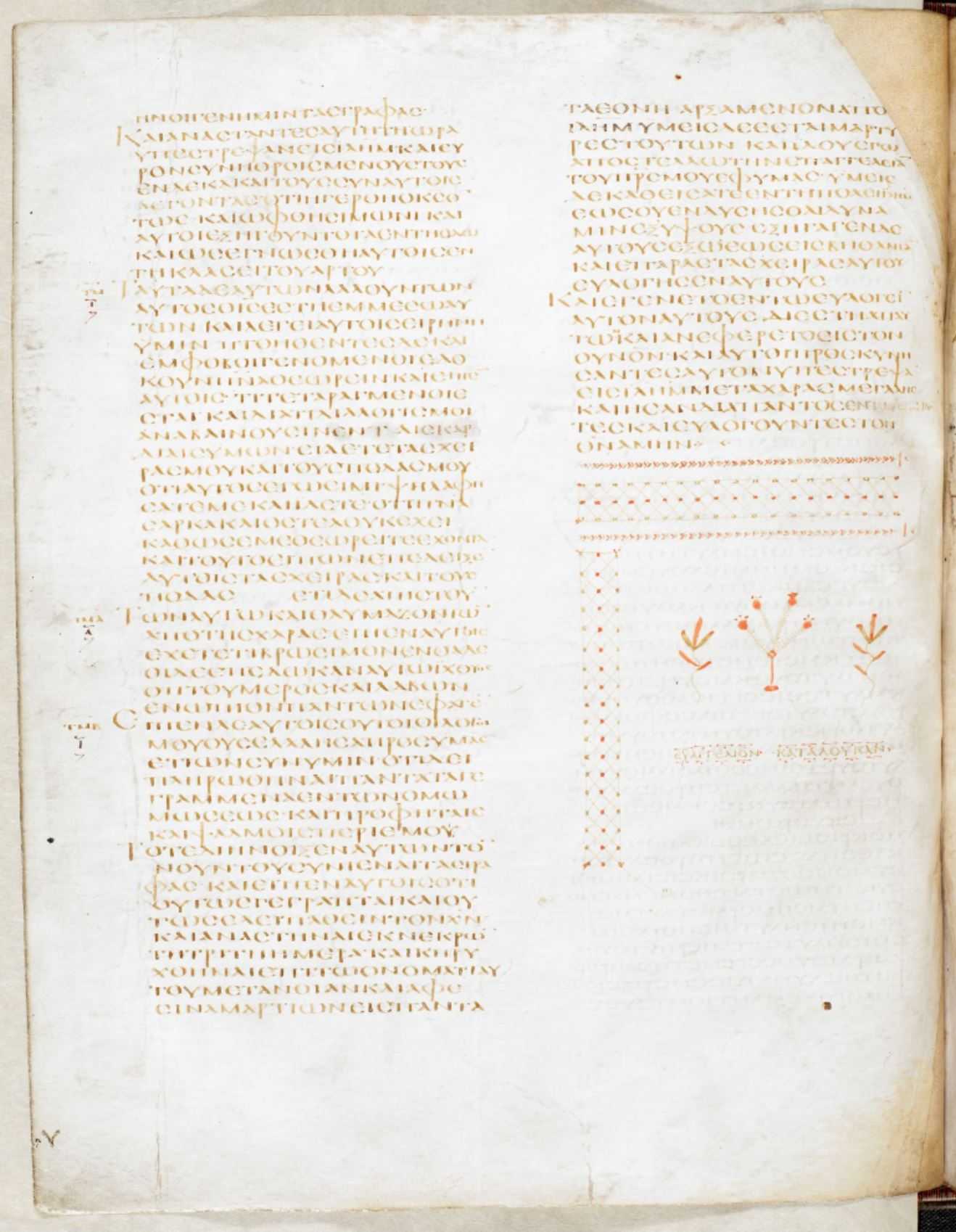
Codex Alexandrinus (řecký rukopis), Lukášovo evangelium

Evangelium (řecky εὐαγγέλιον euangelion, dobrá zvěst, nebo dobrá zpráva) je text pojednávající o životě, smrti a zmrtvýchvstání Ježíše Krista. Texty vznikaly desetiletí po Ježíšově smrti. Čtyři evangelia zahrnutá do Nového zákona se nazývají kanonická, ostatní se označují jako apokryfní.
Kanonická evangelia se označují jmény podle autorů a nejčastěji se předpokládá jejich sepsání v tomto pořadí: Evangelium podle Marka, Matouše, Lukáše a Jana. První tři pojednávají o podobných událostech a nazývají se proto synoptická (souhledná).
První význam slova evangelium v kontextu bible v křesťanské a Ježíšově terminologii je ve smyslu „radostné zvěsti, kterou přinesl Ježíš lidem“. Avšak po Ježíšově smrti a vzkříšení tento termín dostal nový význam „radostné zvěsti o Ježíši“ a o jeho příchodu a nanebevstoupení a zejména jeho poselství – nadcházející spáse duší. Označení těchto spisů je odvozeno od Markova evangelia, které začíná slovy: Počátek evangelia Ježíše Krista, Syna Božího.
Evangelia jsou obvykle souborem či sbírkou kratších textů nejrůznějšího charakteru, které autor – redaktor (evangelista) posbíral, zařadil a z nichž utvořil jeden kompaktní text. Každý evangelista své evangelium koncipoval specificky s důrazy poskytujícími plastický pohled na popisované situace, což vycházelo primárně z toho, že každý promlouval k trochu jinému okruhu čtenářů. Všem evangeliím je však společné, že celková koncepce vypráví o Ježíšově životě a zvěstuje spásu.

## Kanonická evangelia

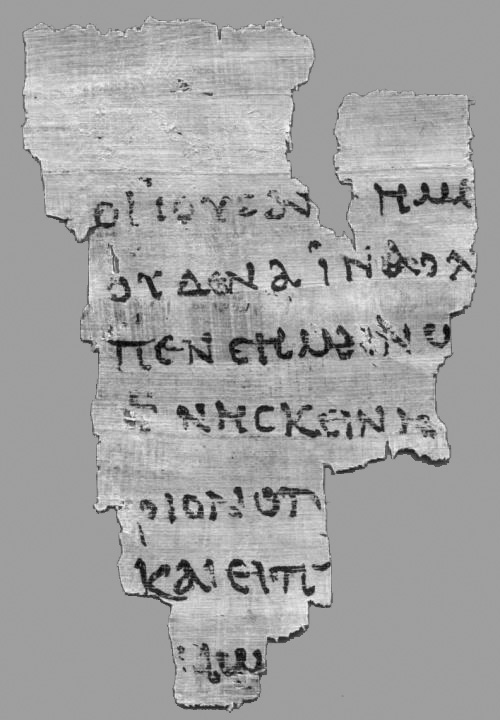
Papyrus 52, replika zlomku Janova evangelia a nejstaršího dokladu Nového zákona

Do kánonu Nového zákona byla přijata čtyři evangelia, která se nazývají podle jmen svých autorů:
- Evangelium podle Matouše
- Evangelium podle Marka
- Evangelium podle Lukáše
- Evangelium podle Jana

### Obecná charakteristika
Kanonická evangelia historicky byla a dnes jsou většinou křesťanských církví považována za inspirovaná Bohem. Skutečnost, že se v názvu uvádí termín „podle“ (řecky κατά), připomíná, že pro autory a první čtenáře evangelií existovalo jen jedno evangelium, tedy jedna „dobrá zpráva“, zachovaná ve čtverém různém podání podle čtyř autorů.
První tři evangelia (Mt, Mk, Lk) jsou si ve srovnání se čtvrtým velmi podobná a obsahují mnoho společného materiálu, nazývají se proto synoptickými (lze je „položit vedle sebe a dle nich komparovat“). Vzájemného literárního vztahu těchto tří evangelií se týká tzv. synoptická otázka. Evangelium podle Jana se zaměřuje na specifické, synoptickými evangelii neakcentované události, vyplývající z osobní blízkosti apoštola Jana Ježíši. Všechna čtyři evangelia mají nicméně tyto dvě základní části: první vypráví o Ježíšově životě, druhá o jeho umučení, smrti a vzkříšení z mrtvých.
Historicita jednotlivých dílčích událostí není od doby, kdy byla historická kritika uplatněna i na Bibli, v liberálních kruzích přijímána, dle kritérií dopředu vylučujících možnost inspirace Bohem i přes doložení základních faktů z mimoblických pramenů (např. Josefus Flavius, Suetonius, Plínius st. aj.) a nálezů potvrzujících kontext (např. dochovaná Danielova proroctví v tzv. Kumránských svitcích); evangelia ostatně neměla za cíl (i přes pozoruhodnou přesnost některých uváděných reálií) působit jako historické dokumenty, ale jako prostředek křesťanské zvěsti. Pro pohled historické kritiky je charakteristický názor, že jednotlivé příběhy nejsou přesným popisem historických událostí, a to kvůli odlišnosti perspektivy u stejných příběhů. Toto určité ochuzení pohledu tak biblickou kritiku omezuje ve schopnosti složit multidimenzionální obraz příběhů popisovaných synoptiky. Ty se u jednotlivých evangelistů více či méně odlišují – to je dáno tím, že každý evangelista psal pro jinou komunitu čtenářů s jiným teologickým důrazem a měl za cíl zdůraznit trochu jiný aspekt „dobré zprávy“. Jednotlivé příběhy tak nepopisují jen vysloveně historické události, ale mají čtenáře zvát k přijetí evangelia. Díky mnohovrstevnosti textu slouží i jako metafory širšímu kontextu – mají podat svědectví o spáse a duchovně morálních požadavcích.

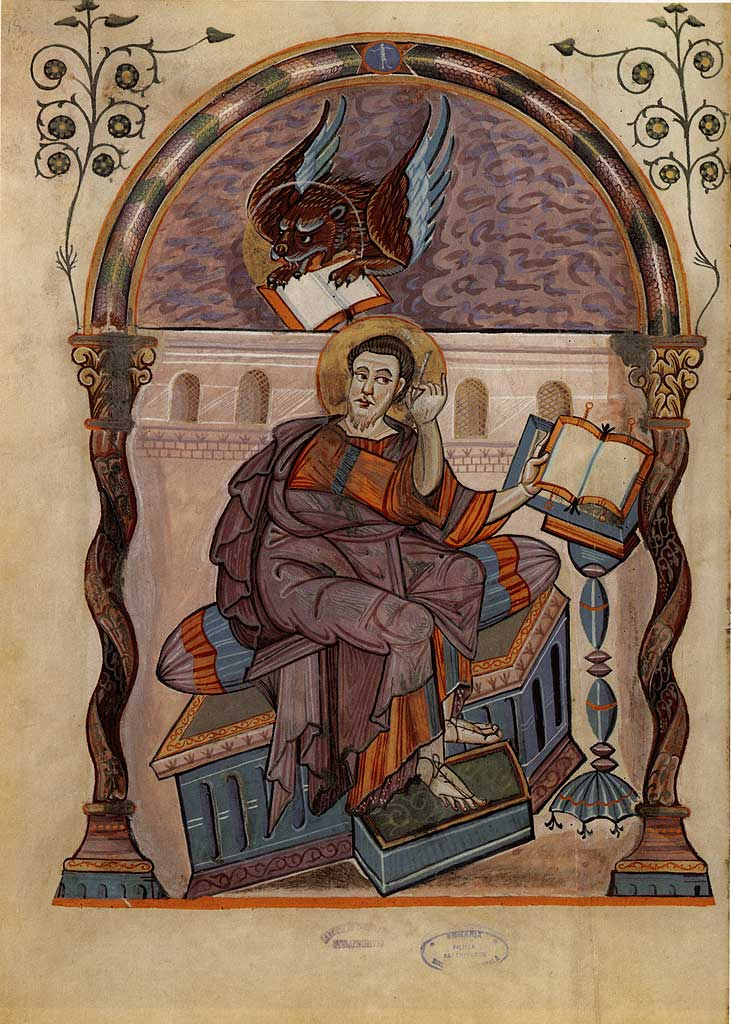
Codex Aureus Laurensius, vyobrazení evangelisty Marka

### Charakteristika jednotlivých evangelií
- Evangelium podle Matouše napsal dle tradice bývalý celník Matouš. Datum sepsání knihy se dnes obecně klade mezi léta 60-80 n. l. Kniha byla určena zejména pro přesvědčení Židů, kteří doposud Ježíše jako mesiáše neuznávali, a pro utvrzení víry židokřesťanů.
- Evangelium podle Marka podle tradice sepsal Marek, jeden z prvních křesťanů. Vzhledem k tomu, že se Marek vůbec nezmiňuje o zboření Chrámu, datuje se vznik tohoto evangelia před rok 70.[4] Kniha nebyla určena primárně židům, ale pohanům z římského kulturního prostředí. To lze usoudit jednak dle razance a jednak i podle toho, že text obsahuje některá vysvětlení, která by židovský čtenář považoval za nadbytečná.
- Evangelium podle Lukáše je přímo dedikováno „Vznešenému Teofilovi" lékařem Lukášem. Pisatelem byl vzdělaný člověk, slovní zásoba je bohatší než u ostatních evangelií. Lukáš čerpal detailně i od jiných očitých svědků než předchozí dva evangelisté a obsahuje mnohé další příběhy a podobenství (např. obsáhlé vyprávění o Ježíšově dětství). Jeho záměrem je oslovení řecko-helenistického světa. Dokončení evangelia se klade do let 70-90.
- Evangelium podle Jana sice neuvádí jméno pisatele, ale tradičně se má za to, že je napsal apoštol Jan, který o sobě v evangeliu píše jako o tom, „kterého Ježíš miloval“, např. J 21, 20 (Kral, ČEP). Jedná se o evangelium odlišné od ostatních tří, velkou roli v něm hraje symbolika, zjevení preexistence Krista ve věčném Logu a důraz na příchod osoby Ducha Svatého. Vznik knihy se datuje přibližně do roku 90-100, těsně před Janovu smrt.

### Datace evangelií
S tématem datace úzce souvisí otázka historicity evangelií. Různé zdroje uvádějí různá datování vzniku kanonických evangelií, jak ukazuje následující tabulka:
| Evangelium | Zdroj informací a období vzniku | Zdroj informací a období vzniku      | Zdroj informací a období vzniku | Zdroj informací a období vzniku | Zdroj informací a období vzniku |
| Evangelium | Adolf von Harnack (1851-1930)   | Encyclopaedia Britannica (1899-1903) | John A. T. Robinson (1919-1983) | Werner Georg Kümmel (1905-1995) | Současná teologická nauka       |
| ---------- | ------------------------------- | ------------------------------------ | ------------------------------- | ------------------------------- | ------------------------------- |
| Matouš     | 70 – 75 n. l.                   | 100 – 133 n. l.                      | 40 – 60+ n. l.                  | 80 – 100 n. l.                  | 80 – 90 n. l.                   |
| Marek      | 65 – 70 n. l.                   | 70+ n. l.                            | 45 – 60 n. l.                   | asi 70 n. l.                    | 60 – 75, nejspíše 69 – 73       |
| Lukáš      | 79 – 93 n. l.                   | asi 100 n. l.                        | 57 – 60+ n. l.                  | 70 – 90 n. l.                   | 85 ± 5-10 let                   |
| Jan        | 80 – 110 n. l.                  | asi 100 n. l.                        | 40 – 65+ n. l.                  | 90 – 100 n. l.                  | 80 – 110 n. l.                  |

## Apokryfní evangelia

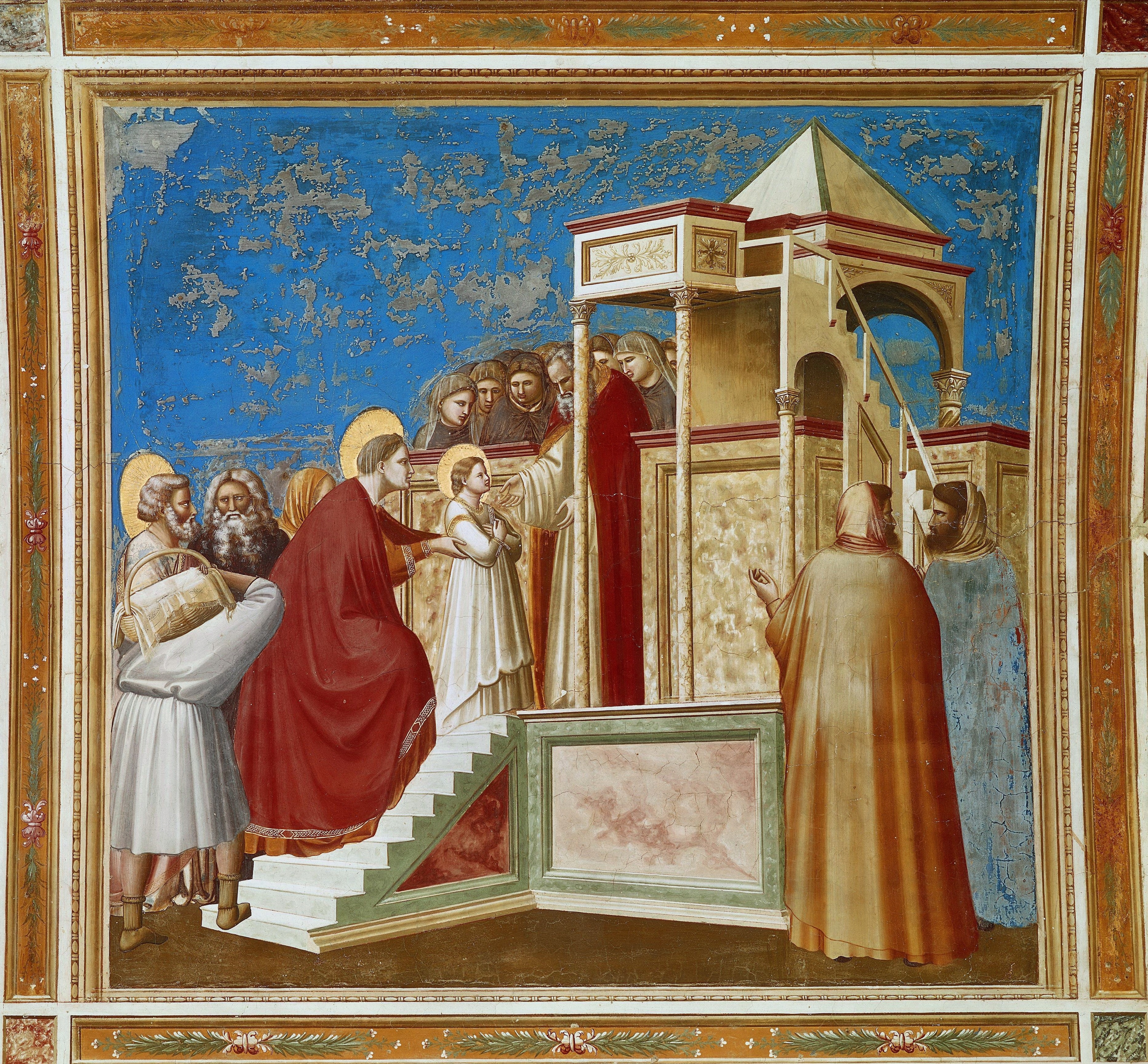
Některá apokryfní evangelia byla inspirací mnoha umělců všech dob, zde Giotto di Bondone: Uvedení Panny Marie do Chrámu

Apokryfní evangelia jsou obecně ta, která nebyla přijímána do novozákonního kánonu, buď proto, že nebyla ve shodě s autoritativními texty základních církví s "otcovskou autoritou" (církevní obec v Jeruzalémě, Korintu, egyptské Alexandrii, Antiochii a v Římě), nebo proto, že vznikla až později po vytvoření kanonických textů. Při porovnávání kanonických a apokryfních evangelií (a nejenom jich) si lze také všimnout významného rozdílu v obsahu. Všechna čtyři evangelia, byť jsou každé trochu jiné, přirozeně zapadají do celkového kontextu celé Bible. Hovoří o týchž zásadách a myšlenkách jako ostatní pisatelé. Na druhou stranu u apokryfních evangelií je často možné se setkat s myšlenkami a názory, které jsou často i v přímém rozporu s celkovým poselstvím bible, většinově silně ovlivněné  gnosticismem, před jehož nástupem je varování již v listech apoštolů.
I zde se jedná většinou o sbírky různých textů, ale jejich forma je daleko pestřejší, protože nezávaznější než v případě evangelií kanonických. Většinou jsou to sbírky údajných Ježíšových výroků. U starších evangelií někteří předpokládají, že jednotlivé prvky mohou být velmi staré či autentické (např. u Tomášova evangelia), u jiných se jedná o parafrázi kanonických evangelií či výroků ve snaze posunout interpretaci Ježíšovy osoby a dílo kříže. Většina těchto evangelií pochází buď z židovsko-křesťanských sekt (pak prezentují Ježíše jako Mesiáše, nikoli však jako syna Božího a Boha), nebo z gnostických kruhů (např. Jidášovo evangelium).

### Evangelia dětství
Evangelia dětství vyprávějí o Ježíšově dětství. Kromě částí kanonických evangelií podle Lukáše a podle Matouše sem někteří řadí především Tomášovo evangelium dětství (nezaměňovat s gnostickým Tomášovým evangeliem), Jakubovo protoevangelium a Matoušovo evangelium dětství (nezaměňovat s kanonickým evangeliem).
Z hlediska křesťanských církví jsou tato evangelia považována za nekanonická, apokryfní, vzešlá z lidové představivosti a obsahující prvky pro křesťanskou víru cizorodé. Jedná se o pozdně zapsané příběhy, které doplňovaly ty informace o životě Ježíše i dalších postav (např. Mariina v případě Jakubova evangelia), o kterých kanonická evangelia nepojednávala. Tato evangelia byla ve středověku velmi ceněna při zavádění od kanonických evangelií odchylných doktrín a byla zdrojem výtvarných námětů a inspirací pro mnoho uměleckých děl.

### Seznam apokryfních evangelií
- Barnabášovo evangelium
- Evangelium Hebrejů
- Evangelium pravdy
- Eugnostovo evangelium
- Filipovo evangelium
- Jidášovo evangelium
- Jakubovo protoevangelium
- Mariino evangelium
- Matějovo evangelium
- Nikodémovo evangelium
- Tomášovo evangelium
- Tomášovo evangelium dětství
- Tajné Markovo evangelium

## Knihy užívající tentýž název
- Evangelium „neznámého“ boha – kniha religionisty Mgr. Jana Kozáka o nálezech v Nag Hammádí
- Evangelium neznámého eséna
- Evangelium vitae – encyklika Jana Pavla II. z 25. března 1995
- Buddhovo evangelium – kniha převyprávění života Buddhy podle původního buddhistického kánonu
- Páté evangelium – kniha přednášek Rudolfa Steinera o životě Ježíše Krista mezi jeho 12. a 30 rokem.
- Věčné evangelium (Evangelium aeternum, přesněji Introductorius in Evangelium Aeternum) – kompilace děl Jáchyma z Fiore sestavená ve 13. století pravděpodobně ve františkánském prostředí. Touto knihou je inspirována stejnojmenná báseň Jaroslava Vrchlického zhudebněná r. 1914 Leošem Janáčkem.

### Beletrie
- Evangelium prokletých – krimi, autor: Adam Blake
- Luciferovo evangelium – mysteriózní thriller, autor: Tom Egeland
- Krvavé evangelium – originální název Blood Gospel, hororová sci-fi kniha, autoři: James Rollins a Rebecca Cantrell
- Schizofrenické evangelium – sbírka šesti kratších próz Bohumila Hrabala
- Páté evangelium – román Iana Caldwella o prezentaci nálezu neznámého evangelia na konferenci v Římě, s detektivním pozadím